# Pedro de Albret
Pedro de Albret también Pierre d'Albret, Pedro de Navarra o Pedro Labrit (Estella, c. 1504-28 de agosto de 1567), fue un cortesano eclesiástico, obispo de Comenge, diplomático y escritor del siglo XVI, hijo bastardo del último rey de Navarra Juan III de Albret.

## Biografía
Hijo natural de Juan de Albret y María de Ganuza, vecina de Estella.
Se formó en el Estudio Municipal de Estella. Se unió a la Congregación de San Benito de Valladolid en 1531. Continuó sus estudios en los monasterios de San Pedro de Cardeña y de Sahagún.
Entre 1540 y 1545 estuvo en la corte del emperador en Valladolid, donde participó en la Academia de Hernán Cortés, donde mantuvo negociaciones diplomáticas en favor de su hermano Enrique II de Navarra, para la restauración del Reino de Navarra.
En esta época nace su hijo natural Juan Basilio de Labrit y Navarra.
En 1560 es embajador de los reyes de Navarra, Antonio de Borbón y su sobrina Juana de Albret ante la Santa Sede. Y consigue el reconocimiento de éstos como reyes. Para él consigue del rey de Francia el obispado de Comminges.
Asistió a las últimas sesiones del Concilio de Trento.
En sus últimos años se retiró a Estella hasta su muerte en 1567.

## Obras
Manuscritos:
- Comentarios del cristianísimo rey de Francia Henrico 2o deste nombre, dictados por el reberendísimo en [christ]o padre don Pedro de Labrit y Navarra
- Diálogos de los grados de perfección que a de tener el cortessano ecclesiástico que pretende ser Cardenal, e de la ynstitución e obligaciones de esta dignidad e de las buenas partes q[ue] ha de aber el que a ella fuere elegido, e de la perfección e partes a que se obliga el Cardenal que aspira a la monarchía ecclesiástica. Dictados por el muy il[us]tre señor don Pedro Labrit de Nauarra...
- Diálogos del origen, autores e causas de las eregías de Francia e de la diversidad de sus herores, e de las guerras, muertes, pestilencia, hambre e açotes con que Dios los ha visitado
- Commentarios de Phelippe Segundo, rey de España

Impresos:
- Diálogos de la differencia del hablar al escreuir. Tolosa: Iacobo Colomerio.
- Diálogos de la eternidad del ánima. Tolosa: Iacobo Colomerio.
- [Diálogos de barios asumtos]. Contiene: Diálogos qual debe ser el chronista del príncipe materia de pocos aún tocada; Diálogos de la diferencia que ay de la vida rústica a la noble; Diálogos de la preparación de la muerte. Tolosa. 1560.
- Diálogos muy subtiles y notables. Contiene: Diálogos, quál deue ser el chronista del príncipe; Diálogos de la differencia que ay de la vida rústica a la noble; Diálogos de la preparación de la muerte. Zaragoza: Juan Millán. 1567.

Obras perdidas:
- Las cenas sorianas
- Trium foeminarum